# Rathaus (Zamość)
Das Alte Rathaus ist das Rathaus der Stadt Zamość in Polen. Es steht zwischen Hauptmarkt und Salzmarkt in der Altstadt von Zamość, die seit 1992 zum UNESCO-Weltkulturerbe gehört.

## Geschichte
Das Rathaus wurde in der zweiten Hälfte des 16. Jahrhunderts im Stil der Lubliner Renaissance von Bernardo Morando auf Geheiß von Jan Zamoyski erbaut. 1605 wurde der Turm befestigt und die Laubengänge wurden beseitigt. In den Jahren 1639 bis 1651 erhielt es von Jan Jaroszewicz und Jan Wolff seine frühbarocke Gestalt, indem sie den Bau erhöhten und dem Turm einen Barockhelm aufsetzten. 1758 wurde eine Wache eingerichtet und von 1767 bis 1770 wurde die Treppe angebaut. Von 1823 bis 1825 erhielt das Rathaus eine klassizistische Form und diente nunmehr als Spital und Gefängnis. Ab 1866 wurde das Gebäude wieder zu Verwaltungszwecken als Rathaus und Gericht genutzt. Von 1937 bis 1939 wurden die Veränderungen des 19. Jahrhunderts rückgängig gemacht und das Gebäude erhielt von Tadeusz Zaremba seine Gestalt aus dem späten 18. Jahrhundert zurück. In den 1960er Jahren wurde jedoch die barocke Wache abgebaut. Von 2005 bis 2010 wurde das Gebäude grundlegend saniert. Es dient weiter als Rathaus der Stadt.